# باتريك لي زانغ
باتريك لي زانغ (8 سبتمبر 1992 بلوتشينيتس في سلوفاكيا - ) هو لاعب كرة قدم سلوفاكي في مركز حراسة المرمى. شارك مع منتخب سلوفاكيا تحت 19 سنة لكرة القدم ومنتخب سلوفاكيا تحت 21 سنة لكرة القدم. أما مع النوادي، فقد لعب مع نادي جيلينا وMFK Zemplín Michalovce ‏.

## وصلات خارجية
- باتريك لي زانغ على موقع الاتحاد الأوربي (الإنجليزية)
- باتريك لي زانغ على موقع قاعدة بيانات كرة القدم.إي يو (الإنجليزية)
- باتريك لي زانغ على موقع Soccerway.com (الإنجليزية)
- باتريك لي زانغ على موقع AS.com (الإسبانية)